# Финно-угорская мифология

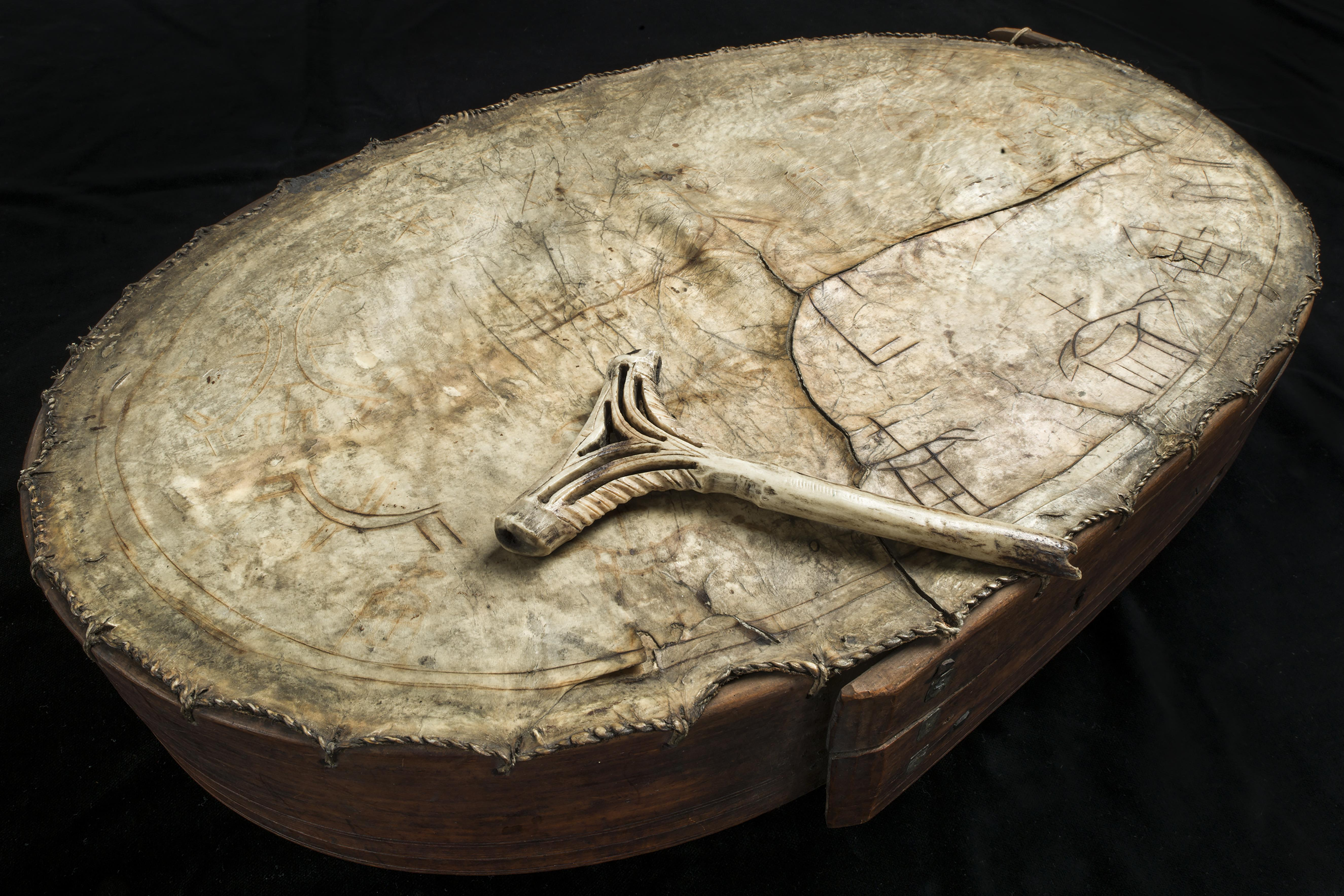
Саамский Саамский барабан

Фи́нно-уго́рская мифоло́гия — общие мифологические представления финно-угорских народов, восходящие к эпохе их общности примерно в III—II тысячелетиях до н. э.
Общие мотивы и мифы о сотворении мира, прежде всего земли, и общие имена богов свидетельствуют о некогда единой финно-угорской мифологии. Так, у прибалтийских и поволжских финнов и зауральских угров сохранились мифы о водоплавающей птице, которая достаёт Землю, ныряя на дно мирового океана, часто — по повелению бога-творца. Реже встречаются мифы о птице, снесшей яйцо, из которого был сотворён мир (у саамов, карелов и других прибалтийских финнов, у коми). Главными святилищами финно-угров, лесных жителей, были культовые урочища — скалы, рощи.

## История
На рубеже I и II тысячелетий н. э. начали формироваться самостоятельные, но близкородственные культурные и мифологические традиции западных прибалтийско-финских народов — собственно финнов, карелов, эстонцев, ливов, вепсов, води, ижоры; поволжских финноязычных народов — мордвы и марийцев; пермских народов — коми и удмуртов, а также обских (зауральских) угров — хантов и манси. Отделившиеся от своих зауральских угров венгры переселились в Центральную Европу, лишь частично сохранив древние мифы. К финно-угорской мифологии близки мифы саамов (лопарей).
В процессе развития финно-угорская мифология, близкая самодийской и другим мифологиям урало-алтайских народов, а также отдельные мифологические традиции подвергались воздействию и сами повлияли на мифологии соседних народов. Значительным стало влияние иранской, тюркской, славянской и балтийской, на заключительном этапе развития — исламской и христианской мифологий.

## Общие мотивы и мифы

### Космогонические мифы

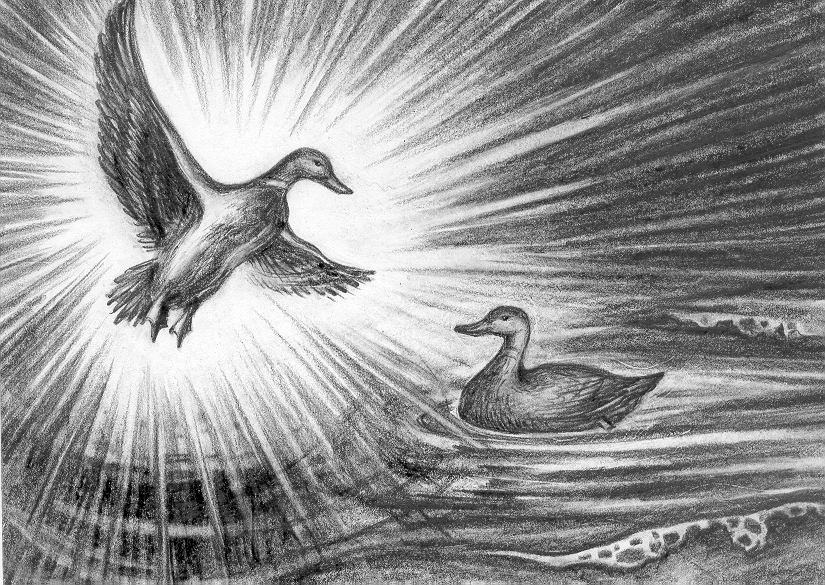
Марийские Кугу-Юмо и его брат Йын (Керемет) в образе селезней творят мир на водах мирового океана

В древнейшей общей финно-угорской мифологии сходными являются космогонические мифы. Бог-демиург (Ен коми, марийский Кугу-Юмо, удмуртский Инмар, Нуми-Торум обских угров и др.) велит водоплавающей птице или младшему брату в облике птицы (Омэль коми, марийский и удмуртский Керемет, мансийский Куль-отыр и др.), плавающему по первичному океану, достать со дна земли. Из неё бог творит Землю и всё полезное на ней. Его брат из земли, утаённой во рту, творит горы и всё вредное. Предположительно космогонические мифы финно-угров развивались под влиянием богомильской и других традиций, восходящих к иранским дуалистическим мифам. Другой вариант космогонии — творение из яйца, снесённого птицей (в финской, эстонской, саамской, коми мифологиях).

### Космология
У всех финно-угорских народов существовало представление о трёхслойной структуре мира. Мифологическая вселенная делилась на три основные зоны. Центром верхнего, небесного мира была Полярная звезда. Средний мир — Земля, окружённая с севера водами мирового океана. С юга на север, в преисподнюю — загробный мир холода и мрака — текла гигантская река (с юга на север, текут Обь и Северная Двина — великие реки финно-угорского мира). Полярной звезды касалась мировая ось — гора, столп или гигантское дерево.
Юг, страна тепла и света, «Страна птиц», противопоставлялась Северу, который отождествлялся с преисподней, страной мрака. Две этих страны соединяла по земле великая река, а по небу — Млечный путь, «Дорога птиц». По вечерам в марте-апреле Млечный путь направлен с севера на юго-запад, дорогой перелётных птиц. Он так и именуется — Линнунрата у финнов, Линнутее у эстонцев, Нармонь ки у мордвы-мокши. У других финно-угорских народов это наименование конкретизируется: Кайыккомбо корно у марийцев, Дзо-дзог туй у коми-зырян, Вирь мацеень ки у мордвы-эрзи, Луд зазег сюрес у удмуртов означает «Гусиный путь».

### Верхний мир

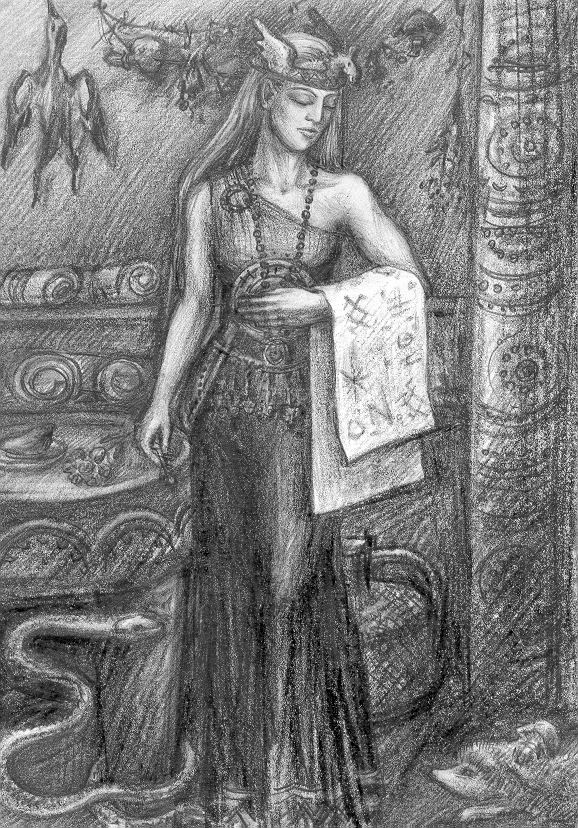
Марийская небесная дева Юмын удыр

Верхний мир считался обителью небесных богов, прежде всего демиурга, творца вселенной, а также громовника и др. Имена небесных богов родственны у многих финно-угорских народов и означают небо, воздух, погоду. Возможно, образы этих богов восходят к прафинно-угорскому божеству, чьё имя связано с названием неба (*ilma): это финский и карельский Ильмаринен, саамский Ильмарис, удмуртский Инмар, Ен у коми и др. Общим является и другое название небесного божества, имя которого означает воздух (*juma) — финский Юмала, эстонский Юммал, саамский Юбмел, Йомали загадочных биармов, Йомаль коми, марийский Юмо (Кугу-Юмо).

### Средний мир
Через отверстие в небесах творец наблюдает за Землёй и спускает туда младших богов — покровителей людей. Землю воплощало женское божество, богиня, часто являвшаяся супругой небесного бога: Нуми-Торум и Калташ-эква у манси, по-видимому, Укко и его супруга, у финнов, Ванаиса и Маа-Эма у эстонцев, ср. также саамскую Маддер-акку, мордовскую Мода-аву и др. Как и у многих других народов, богиня, воплощающая Землю, именовалась «Мать-Земля» — Маан-Эмойнен у финнов, Маа-Эма у эстонцев, Маддер-акка у саамов, Мых-ими у хантов, Мастор-ава у мордвы. Небесный бог за провинность сбросил её на Землю. Она стала покровительницей хтонических (земных) существ — различных гадов, змей, лягушек и др., одновременно воплощавших плодородие и связанных с землёй, водой и преисподней. Эта богиня обитает в верховьях (или низовьях) мировой реки, покровительствует роженицам и детям, наделяет их судьбой-долей, дарует шаманам сверхъестественные способности.
На земле живут также божества — покровители промыслов.

#### Низшая мифология
На земле обитают и низшие духи — хозяева природы (лешие, водяные и т. п.), дворов и жилищ, родовые покровители и др. Для мордовской, марийской, удмуртской, саамской и эстонской мифологий характерны духи — матери природы и стихий: леса, воды, огня, ветра и др. В нижнем мире вместе с противником бога, творцом зла, обитали злые духи и мертвецы.
До недавнего времени у коми присутствовала вера в духов — лешего-ворса и др.
К числу низших духов у удмуртов относятся водяной ву-мурт, многочисленные злые духи — кереметы (луды; сниженный образ противника бога Инмара — Керемета, Луда), шайтаны, которых Инмар преследует молниями, пери, которые иногда могут быть слугами духов воршудов, духи болезней кутысь или мыж, духи эпидемий чер и др.
Характерной особенностью мордовской мифологии являются образы духов — «матерей (ава) явлений природы, растительности и др.: вирь-ава — мать леса, ведь-ава — мать воды, Варма-ава — мать ветра, Мода-ава — мать земли, Тол-ава — мать огня, Норов-ава — мать полей, Юрт-ава — мать дома, Нар-ава — мать лугов и др. Имелись и соответствующие мужские персонажи, атя «отцы».
В марийской мифологии владыка загробного мира Киямат является главой злых духов (бог смерти Азырен и др.). Бога — покровитель марийцев Кугурак или Кугуен имеет в подчинении большое число духов. Помимо божеств отдельные явления природы воплощают многочисленные духи — «матери» (ава):  вют-ава — дух воды, кече-ава — солнца (покровительница семьи), мардеж-ава — ветра, шочын-ава — плодородия, тул-ава — огня, мланде-ава — земли  и др. Другие категории духов — водыжи: кудо-водыж — хранитель семейного очага, вюд-водыж — хозяин воды, курык-водыж — горы и др.
Низший уровень ханты-мансийского пантеона составляют многочисленные духи, у хантов — лунги. У манси различаются духи-охранители и духи предков — пупыги с одной стороны, и злые духи и олицетворения болезней — куль — с другой. Из демонических персонажей самыми известными являются лесные великаны-людоеды менквы. В лесу обитают также враждебные человеку уччи (учи, очи). На менквов похожи обликом доброжелательные к людям мис (миш, мысь).
Представления о различных духах и других низших персонажах в венгерской мифологии близки к соответствующим образам мифологий соседних европейских народов: привидения, дух лидерц, различные виды ведьм: босоркань, Луца — призрачное существо, обладающее даром предвидения, Вашорру-баба — баба-яга и др.

### Нижний мир
В нижнем мире обитает младший брат и соперник небесного бога, творец зла, окружённый сонмом злых духов и мертвецов. Из преисподней через отверстие он посылает на Землю болезни и смерть. Поскольку реки для финно-угров были основными транспортными путями, по которым можно было добраться куда угодно, согласно мифам, они вели также на тот свет, в преисподнюю.
Лес в любой мифологии являлся одновременно и источником охотничьих богатств, и обителью злых духов, а также иным миром (местом погребения). Поэтому священные рощи финно-угров носили нередко общее наименование с лесными и злыми духами — хийси у карелов, финнов и других прибалтийских народов; луд, керемет у удмуртов, марийцев и др. Древнейшими святилищами были скалы с рисунками-писаницами (или петроглифами).

### Другие общие мифы

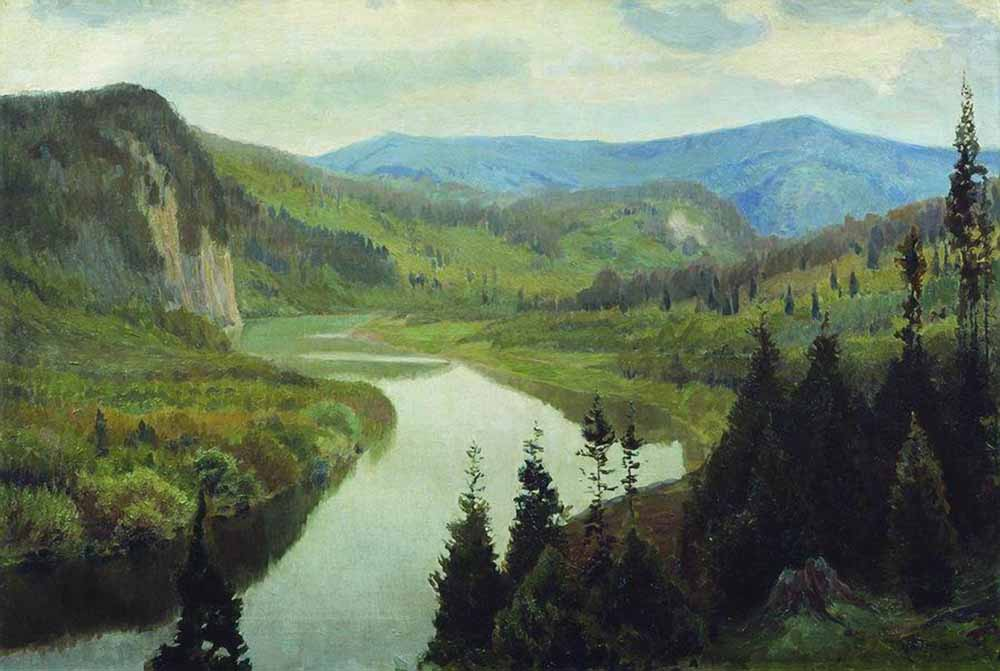
Урал. В. В. Переплётчиков

В мифах зауральских (обских) угров Урал считается поясом бога, сотворившего мир и бросившего свой пояс на землю, в мифах коми — перьями гигантской громовой птицы.
Охотники тайги и тундры обменивали добываемые ими ценные меха на продукты скотоводства и земледелия, а начиная с бронзового века — и металлургии, у своих южных соседей, индоевропейцев. Один из главных героев обско-угорской мифологии Мир-сусне-хум именуется «Купцом верхнего и нижнего света».
К общим финно-угорским мифам относятся также миф о медведе-первопредке, спустившемся с неба, миф о небесной охоте на гигантского оленя или лося, о добывании светил у обитателей преисподней и др.

## Изучение
Реконструкцией финно-угорской мифологии занимаются филологи и фольклористы — венгерский исследователь М. Хоппал, российские учёные Е. А. Хелимский, В. В. Напольских и др.

## Отдельные мифологии
- Карело-финская мифология

- Эстонская мифология
- Ливская мифология
- Вепсская мифология
- Саамская мифология
- Мордовская мифология
- Марийская мифология

- Коми мифология
- Удмуртская мифология
- Ханты-мансийская мифология
- Венгерская мифология